# 王蕙蘭
王蕙蘭（?—?），山東省濟南府長清縣人，清朝政治人物、同進士出身。
光緒九年（1883年），参加癸未科殿試，登進士三甲104名。同年五月，著交吏部掣签分发各省，以知县即用。